# Брусатти, Стивен
Стивен Луи Брусатти (род. 24 апреля 1984 года) — американский палеонтолог и эволюционный биолог, специализирующийся на анатомии и эволюции динозавров.
В дополнение к научным работам и техническим монографиям написал научно-популярную книгу Dinosaurs (2008) и учебник Dinosaur Paleobiology (2012), которые принесли учёному широкую известность, после чего он стал постоянным палеонтологом и научным консультантом фильма BBC Earth и 20th Century Fox Walking With Dinosaurs, за которым последовала научно-популярная книга Walking with Dinosaurs Encyclopedia (2013 год). Научно-популярная книга для взрослых The Rise and Fall of the Dinosaurs: A New History of a Lost World (2018), получила широкую известность и стала бестселлером New York Times.

## Биография
Родился в Оттаве, штат Иллинойс, США. Родители — Джим и Роксана Брусатти. Учился в средней школе города Оттавы. С 2002 года учился в Чикагском университете, где в 2006 году получил степень бакалавра геофизических наук. Ученик Пола Серено. Был избран студентом-маршалом, что является высшей наградой за академические успехи. Также был лауреатом научной премии Фонда Джона Крэрара и стипендиатом Института Говарда Хьюза. В 2006 году получил стипендию имени Маршалла для обучения в Соединённом Королевстве. Поступил в Бристольский университет и получил степень магистра в области палеобиологии и наук о Земле в 2008 году. Магистерская диссертация была посвящена происхождению одной группы динозавров и называлась «Basal Archosaur Phylogeny and Evolution», научный руководитель профессор Майкл Дж. Бентон. По возвращении в США поступил в Колумбийский университет, где получил степень магистра (2011 год) и доктора философии (2013 год) на факультете наук о Земле. В этот период одновременно работал научным сотрудником в отделе палеонтологии Американского музея естественной истории. В феврале 2013 года стал научным сотрудником отдела палеонтологии позвоночных на факультете наук о Земле Эдинбургском университете. Является членом редакционного совета Current Biology.

## Научный вклад
Автор книг «Stately Fossils: A Comprehensive Look at the State Fossils and Other Official Fossils» и «Dinosaurs», а также нескольких научных статей и более 100 популярных статей для таких журналов, как Fossil News, Dino Press, Dinosaur World и Prehistoric Times. Участвовал в создании двух баз данных, TaxonSearch и CharacterSearch, которые систематизируют таксономическую и филогенетическую информацию.

### Открытие окаменелостей
Брусатти обнаружил более десятка новых видов окаменелостей позвоночных. Его вклад в изучение окаменелостей динозавров был сделан во время работы в Чикагском университете под руководством Пола Серено. Обнаружив окаменелости черепа, челюсти и шеи теропода в Эльразской свите в Нигере в 1997 году, Серено искал компетентного студента для анализа находки. Брусатти воспользовался этой возможностью в 2004 году, завершил проект в 2005 году и опубликовал свои выводы в 2007 году вместе с Серено. Было обнаружено, что это новый вид Carcharodontosaurus, который они назвали C. iguidensis. Брусатти подсчитал, что длина всего черепа более полутора метров, что на сегодня является одним из самых больших черепов хищного динозавра. За этим последовало описание остатков другого теропода из формации Эльраз в январе 2008 года, Kryptops palaios. Ещё одно значительное открытие было сделано в Китае в 2014 году. Совместно с китайским палеонтологом Лю Цзюньчаном и другими, Брусатте описал остатки динозавра Qianzhousaurus sinensis с возрастом более 66 миллионов лет, тесно связанного со знаменитым T. rex. Из-за своей длинной морды этот вид получил прозвище «Пиноккио Рекс».
В январе 2015 года команда Брусатти сообщила об обнаружении морской рептилии, относящейся к юрскому периоду (около 170 миллионов лет назад). Гигантское животное, напоминающее рыбу с длинными ногами, получило название Dearcmhara shawcrossi, было найдено на острове Скай в Шотландии. Брусатти уточнил, что этот вид не является предком пресловутой Несси, но, безусловно, является первой «отчетливо шотландской доисторической морской рептилией».
В 2022 году Брусатти вместе с коллегами описал среднеюрского птерозавра Dearc — крупнейшего летающего животного своего времени с размахом крыльев более 2,5 м.

### Т. RexAutopsy
Стивен Брусатти принял участие в создании документального фильма T. Rex Autopsy, снятого каналом National Geographic (вышел в эфир 7 июня 2015 года).